# Старое Аракчино
Старое Аракчино́ (тат. Иске Уракчы, İske Uraqçı) — посёлок в Кировском районе Казани.

## Расположение
Посёлок расположен на берегу Волги, между посёлками Новое Аракчино на западе и Малое Игумново (Лагерная) на востоке.

## История
Предположительно, существовало со времён Казанского ханства, однако в русских письменных источниках, составленных в первые годы после насильственного присоединения Казани к Московскому государству оно не упоминается, а начинает упоминаться с начала XVII века. Деревня находилась во владении казанского митрополита.
Четвёртая ревизия 1781 года выявила в деревне 65 ревизских душ экономических крестьян; позже они перешли в разряд государственных крестьян.
На конец XIX века село имело земельный надел площадью 507 десятин; кроме сельского хозяйства жители деревни занимались рыболовством, часть жителей уходила на заработки в города; в церковно-административном отношении входила в приход села Красная Горка Ильинской волости. До революции Аракчино было известно и как дачное место. С июля 1911 года спортивное общество «Сила и здоровье» начало проводило здесь футбольные тренировки; по некоторым данным, это событие является началом истории казанского футбола.
С середины XIX века до 1927 года Аракчино входило в Ильинскую волость Казанского уезда Казанской губернии (с 1920 года — Арского кантона Татарской АССР). После введения районного деления в Татарской АССР в составе Казанского пригородного (1927–1938) и Юдинского (1938–1958) районов Татарской АССР. На низшем административном уровне до первой половины 1930-х года входило в Аракчинский сельсовет, образованный в марте 1918 года, а после его упразднения входило в Красногорский сельсовет.
Старое Аракчино было присоединено к Казани не позднее 1946 года.
В 1950-е – 1960-е годы за железнодорожной линией были построены несколько жилых и нежилых зданий, которые также принято относить к посёлку.
В советское время часть домов посёлка имела ведомственную принадлежность (трест «Казтрансстрой» – все снесены, КЭЧ Казанского района – за железной дорогой).

## Улицы
- Аракчинское шоссе
- Затонская
- Старо-Аракчинская (тат. Иске Уракчы урамы, İske Uraqçı uramı). Начинаясь от 2-й Старо-Аракчинской улицы, пересекает два безымянных проезда и заканчивается, немного не доходя до железной дороги. Длина — 0,9 км.[15]
- Старо-Аракчинская 2-я
- Щукина (тат. Щукин урамы, Şçukin uramı). Начинаясь от Аракчинского шоссе, заканчивается у железной дороги. Длина — 0,1 км.[16]

## Транспорт
В 1894 году как часть Московско-Казанской железной дороги был открыт остановочный пункт Старое Аракчино.
Через Старое Аракчино проходят маршруты автобусов №№ 2 и 45.
Действует паромно-ледовая переправа «Аракчино — Верхний Услон».

## Примечательные объекты
- Храм Всех религий

## Известные уроженцы
В посёлке родился архитектор Ильдар Ханов.